# Pianico
Pianico – miejscowość i gmina we Włoszech, w regionie Lombardia, w prowincji Bergamo.
Według danych na styczeń 2009 gminę zamieszkiwało 1489 osób przy gęstości zaludnienia 568,3 os./1 km².